# Михайловка (Совєтський район)
Миха́йловка (рос. Михайловка, марій. Михайловка) — присілок у складі Совєтського району Марій Ел, Росія. Адміністративний центр Михайловського сільського поселення.

## Населення
Населення — 908 осіб (2010; 935 у 2002).
Національний склад (станом на 2002 рік):
- марі — 72 %
- росіяни — 26 %